# Fejer Motor Car
Fejer Motor Car Co. war ein kanadischer Hersteller von Automobilen.

## Unternehmensgeschichte
Das Unternehmen aus Parry Sound begann in den 1980er Jahren mit der Produktion von Automobilen. Der Markenname lautete Fejer. In den 1990er Jahren endete die Produktion.

## Fahrzeuge
Das wichtigste Modell Super Seven war die Nachbildung des Lotus Seven. Ein Vierzylindermotor vom Toyota Corolla mit 1600 cm³ Hubraum trieb die Roadster an.
Der Sidewinder war so etwas wie ein Sandbahnrennwagen. Auf das Fahrgestell eines VW Käfer wurde eine Karosserie aus Kunststoff montiert.
Der Spyder ähnelte dem Porsche 718 und hatte wahlweise einen Motor von Volkswagen mit 1600 cm³ Hubraum oder einen mit 2400 cm³ Hubraum.
Für 1992 ist noch die Nachbildung eines Ferrari auf Basis des Pontiac Fiero namens Mirage überliefert.